# Anderes Sehen
Anderes Sehen ist ein gemeinnütziger Verein zur Förderung blinder Kinder in Deutschland, Österreich und der Schweiz. Arbeitsschwerpunkte sind die Verbesserung der Förderung blinder Kinder und die Stärkung der Rechte von behinderten Menschen. Der Verein verfolgt das Ziel, blinden Kindern eine so weit als möglich chancengleiche und zeitgleiche Entwicklung wie bei den sehenden Altersgenossen zu ermöglichen und damit auch die Inklusion langfristig zu verwirklichen.
In den Workshops des Vereins, die seit 2011 stattfinden, wurden über 300 Menschen ausgebildet – hauptsächlich Eltern, Frühförderer oder Mobilitätstrainer als Multiplikatoren, aber auch blinde Teilnehmer.

## Vereinsstruktur
Der Verein wurde im Herbst 2011 von Steffen Zimmermann und Ellen Schweizer gegründet. Sie bilden den Vorstand des Vereins.
Anderes Sehen ist eingetragen beim Amtsgericht Berlin-Charlottenburg unter VR 31021 B, als gemeinnützig anerkannt mit dem Zweck „Förderung der Hilfe für Behinderte (§ 52 Abs. 2 Satz 1 Nr.(n) 10 AO)“.

## Geschichte
Der Verein wurde 2011 von Eltern eines blinden Kindes gegründet, mit dem Zweck, andere Eltern blinder Kinder über im Ausland praktizierte Fördermöglichkeiten für ihre Kinder zu informieren, die in Deutschland zu diesem Zeitpunkt noch nicht verfügbar waren. Insbesondere die Klicksonar-Technik, die hochentwickelte Form der aktiven Echoortung, wurde nicht angewandt oder unterrichtet, und es gab keine kindgerechten Langstöcke oder Langstocktraining für Kinder vor Einschulung. In Zusammenarbeit mit Blindenpädagogen und Mobilitätstrainern von „World Access for the Blind“ wurden erste Workshops durchgeführt. Für die bis dahin in Deutschland weitgehend unbekannte „Flash Sonar“-Technik erfand Steffen Zimmermann den deutschen Begriff „Klicksonar“. Klicksonar und frühes Langstocktraining ist seitdem von verschiedenen Blindeneinrichtungen übernommen worden, so von der blista, dem ISIS-Instituts Köln, und dem IRIS-Instituts Hamburg sowie vom österreichischen Bundes-Blindenerziehungsinstitut (bbi), der seitdem die Klicksonar-Ausbildung „Autonomie durch Zungenschnalzen“ anbietet.

## Ziele und Schwerpunkte
Ziel des Vereins ist es, die in Deutschland noch nicht angewandten Methoden in der Frühförderung, der Sonderpädagogik, im Mobilitätstraining bekannt zu machen und in der Ausbildung der zuständigen Professionen einzuführen.
Außerdem hat sich der Verein zum Ziel gesetzt, nicht vorhandene Produkte selbst zu produzieren oder in Auftrag zu geben, so z. B. hochwertige taktil illustrierte Kinderbücher und Langstöcke für Kleinkinder und kleine Kinder. Taktile Adventskalender wurden ebenso entwickelt wie Braille-ABC-Poster und Braille-Alphabetkarten.
Auf politischer Ebene setzt sich der Verein für verbesserte Förderung und Inklusion blinder Kinder ein, für die Verbreitung und Durchsetzung von Punktschrift auf Produktverpackungen, für den barrierefreien Supermarkt sowie für die Entwicklung eines taktilen Interface für Computer, das die heute übliche Technik der Braillezeile ablösen könnte.
Ein wichtiges Ziel wurde im März 2017 erreicht, als der Krankenkassenverband anerkannte, dass Blindenstöcke auch für Kinder sinnvoll sind und so früh wie möglich eingesetzt werden sollten. Daher wurden Kinderlangstöcke jetzt in das Hilfsmittelverzeichnis der gesetzlichen Krankenversicherung aufgenommen und können nunmehr von Ärzten per Rezept verschrieben werden.

### Forderungen des Vereins
- Ein Langstock zum ersten Geburtstag eines blinden Kindes
- Akustische Sensibilisierung ab dem Alter von ein bis zwei Jahren durch Frühförderung
- Echoortungstraining und Visualisierungstraining mit Klicksonar im Kindergartenalter
- Vermittlung der „Keine Grenzen“-Haltung für blinde Kinder und deren Kontaktpersonen
- Punktschriftmaschine, Computerzugang mit Screenreader und Braillezeile ab dem Vorschulalter
- Braille-Schreib- und Leselernspiele sowie taktil illustrierte Sachbücher im frühen Kindergartenalter
- Schulung in lebenspraktische Fähigkeiten im Vorschulalter
- Die Umsetzung der UN-Konvention über die Rechte von Menschen mit Behinderungen durch die Bundesrepublik Deutschland
- Inklusion ohne Aufschub und Einschränkungen
- Die Beachtung des Grundgesetzes durch Ämter und Krankenkassen: „Niemand darf wegen seiner Behinderung benachteiligt werden“ (Artikel 3 Abs. 3 Satz 2)

## Auszeichnungen und Preise
- Kroschke Stiftung für Kinder Förderpreis 2012
- Finalist Deutscher Engagementpreis 2013[6][4]
- „Die Goldene Bild der Frau“ (Bild der Frau) 2013[7]
- Land der Ideen „Ausgezeichneter Ort“ 2013/14[8][4]
- PSD Zukunftspreis 2016 Mitarbeiterpreis[9]